# 11133 Kumotori
Kumotori (asteróide 11133) é um asteróide da cintura principal, a 2,6247017 UA. Possui uma excentricidade de 0,0548655 e um período orbital de 1 690,33 dias (4,63 anos).
Kumotori tem uma velocidade orbital média de 17,87308753 km/s e uma inclinação de 10,69666º.
Este asteróide foi descoberto em 2 de Dezembro de 1996 por Takao Kobayashi.